# Горная мышиная тимелия
Горная мышиная тимелия (лат. Illadopsis pyrrhoptera) — вид птиц из семейства земляных тимелий. Выделяют два подвида.

## Распространение
Обитают на территории Бурунди, Демократической Республики Конго, Кении, Малави, Руанды, Танзании и Уганды.

## Описание
Длина тела 13—14,5 см, вес 20—30 г. У представителей номинативного подвида имеется оливково-серое темя с нечёткими более тёмными сегментами, серая по бокам шея, узкая нечётко выраженная «бровь».

## Биология
Питаются беспозвоночными, включая муравьев, мелких сверчков, мотыльков, гусениц, а также небольших улиток.

## Охранный статус
МСОП присвоил виду охранный статус LC.